# Шнур
Шнурът е гъвкав многожилен сноп от изолирани проводници, предназначен да подава захранващо електрическо напрежение чрез връзка между стабилно изградената електрическа инсталация и подвижни потребители. Има обща защитна покривка, която обхваща целия сноп и го предпазва от разрушаващи механични въздействия, както и обезпечава безопасност при условията на мобилното ползване на открито на шнура. Този начин на използване определя химико-физичните показатели на захранващото електрическо жило на проводника и характера и механичната здравина на изолацията. Имат конструкция подобна на кабелите, но са предназначени за подвижно ползване, поради което жилата им са с по-малко сечение, но с по-голяма гъвкавост.

## Конструкция
Основното предназначение на шнуровете от проводници е да не се вграждат стабилно в стационарната електроинсталация и да са преносими при експлоатацията им. Това налага особени конструктивни решения при производството им, за да се удовлетворят специални изисквания за безопасно използване. За обезпечаване на необходимата гъвкавост при ползване на шнуровете, те се произвеждат от многожични жила с брой от 2 до 4 в един шнур. Сечението на токопроводящите жила е от 0,35 до 4 mm2. Защитната изолация на всяко жило е от използваните стандартни гъвкави материали за изолации – текстил, гума или поливинилхлорид. Върху снопа от проводници се прави обща защитна покривка – текстилна оплетка или обвивка от гума или пластмаса, за да се предпазват жилата на шнура от механични повреди при ползването. В зависимост от предназначението (например за шнуровете за електродомакински уреди), има изисквания защитната покривка да бъде естетически оформена като текстилна оплетка.
От многожилни изолирани помежду си проводникови жила, подобно на шнуровете, има изделия популярни с наименование кабели. Този термин е популярен за произвеждани в сноп изолирани гъвкави проводници предназначени да служат за връзка между отделни мобилни устройства за комуникация или устройства в компютърни системи (особено в настолните компютри). Произвеждат се с унифицирани и стандартизирани куплунги, сечения, гъвкавост, изолация и брой на жилата според потребностите от различните потребители на такава техника. Предназначени са да провеждат захранващо напрежение или информационни електрически сигнали. Така макар и популярни с наименованието кабели, това са гъвкави шнурове, комплектовани с куплиращи елементи и са завършени изделия като отделни монтажни възли в съответната апаратура. И това е различието от съдържанието на същото понятие кабел, където кабелният сноп е само монтажен елемент, но има друга структура, значително по-голямо сечение на тоководещия едножилен проводник и като монтажен елемент е предназначен предимно за изграждане на стабилни стационарни електроинсталации.

## Видове шнурове

### Шнурове за домакински електроуреди
- шнур с каучукова изолация, обща оплетка, кръгъл (ШКИОК). Използва се за свързване към подвижни консуматори в сухи помещения и има 2 или 3 жила със сечение от 0,75 до 1,5 mm2. Конструкцията се състои от многожични медни жила, изолирани с два пласта каучуков пластификат, усукани помежду си и с пълнеж от памучна прежда за получаване на кръгла форма на щнура и обща оплетка.
- шнур с каучукова изолация, преносен, лек тип (ШКПЛ). Използва се за свързване на подвижни консуматори при възможност за оказване на малки механични сили върху шнура. Произвежда се с брой на жилата от 2 до 4 със сечение от 0,75 до 4 mm2. Ако изолацията и обвивката са изпълнени с поливинилхлорид, броя на жилата са от 2 до 3 и със сечение от 0,5 до 1 mm2. Конструкцията се състои от жила, изолирани с два пласта качуков пластификат, усукани помежду си и с обща каучукова обвивка (шланг). Ако за производството се използва поливинилхлорид, тогава и двойната изолация и обвивката са направени от този материал.

### Шнурове за преносни електрически съоръжения в промишлеността и строителството
- Шнур с каучукова изолация, преносен среден тип. Използва се за свързване на подвижни консуматори, където механичните сили действащи върху шнура са умерени. Произвежда се с брой на жилата от 2 до 4 и сечение от 0,75 до 4 mm2. Медните многожични жила се изолирани с два пласта каучуков пластификат. Отделните жила са усукани и обвити с общ каучуков шланг. Произвежда се и с изолация и общ шланг от поливинилхлорид.
- Шлангов кабел с каучукова изолация, преносен тежък тип. Използва се където има значителни механични сили действащи върху шнура, разположен върху повърхността на строителна или друг вид работна площадка. Произвежда се с брой на жилата от 1 до 37 и сечение от 1,5 до 4 mm2. Конструкцията му включва медни многожични жила, изолация от два пласта каучуков пластификат, гумирана памучна лента, усукани и обвити в общ каучуков шланг.
- Шлангов кабел с каучукова изолация и обвивка, асансьорен. Използва се за захранване на асансьори и други подемни транспортни съоръжения. Особеното в конструкцията е по-голямата гъвкавост на жилата и техният по-голям брой. Произвежда се с брой на жилата от 6 до 20 и със сечение 1 mm2. 